# Skjervøy (municipio)
Skjervøy (en sami septentrional: Skiervvá suohkan; en kven: Kieruan komuuni) es un municipio de la provincia de Troms, Noruega. El centro administrativo es el pueblo de Skjervøy, en la isla de Skjervøya. Las principales industrias son la pesca y construcción naval.

## Evolución administrativa
El municipio ha sufrido varios cambios a través del tiempo, los cuales son:
| Año  | Cambio territorial                                                                         | Población |
| ---- | ------------------------------------------------------------------------------------------ | --------- |
| 1838 | Fundación                                                                                  |           |
| 1863 | La zona sudeste es separada para crear el municipio de Kvænangen                           | 2785      |
| 1886 | El sur del municipio es utilizado para crear el municipio de Nordreisa                     | 2096      |
| 1890 | Las granjas de Trætten Loppevolden son traspasadas a Nordreisa                             |           |
| 1965 | Meilands es transferida a Kvænangen                                                        |           |
| 1972 | El territorio continental de Skjervøy es transferido a Nordreisa y Mannskarvik a Kvænangen |           |
| 1982 | El sur de Uløya es traspasado a Nordreisa                                                  |           |

## Etimología
El nombre deriva de la isla de Skjervøya (nórdico antiguo: Skerføy). El primer elemento es skerf que significa «terreno rocoso» y el segundo es øy que significa «isla». Antes de 1909 el nombre era Skjervø, cambiando a Skjervøe.

## Historia
La iglesia de Skjervøy data de 1728, siendo la iglesia de madera más antigua de Troms. El asentamiento de Maursund fue un punto de comercio y aún se conservan casas del siglo XIX.

## Geografía
El archipiélago está rodeado por el mar de Noruega en el norte, Ullsfjorden en el oeste, Lyngenfjorden al suroeste, Reisafjorden al sureste y por el fiordo de Kvænangen en el este. El municipio comprende varias islas, siendo la mayor Arnøya, con las localidades de Årviksand, Akkarvik y Arnøyhamn. Aun así, la población se concentra en Skjervøya, donde viven 2316 habitantes, concentrados en Skjervøy. Las otras islas son Haukøya, Kågen, Laukøya, Vorterøya y la mitad norte de Uløya. Kågen y Skjervøya se conectan por el puente Skjervøy y Kågen se enlaza con el continente mediante el túnel Maursund.

## Transportes
El Hurtigruten tiene una parada en Skjervøy. Hay lanchas que conectan con Tromsø. El túnel Maursund conecta la isla con el continente. Hay una línea de transbordador hacia Arnøya y Laukøya. Del aeropuerto de Sørkjosen salen vuelos hacia Tromsø y varios destinos de Finnmark.

## Galería de imágenes

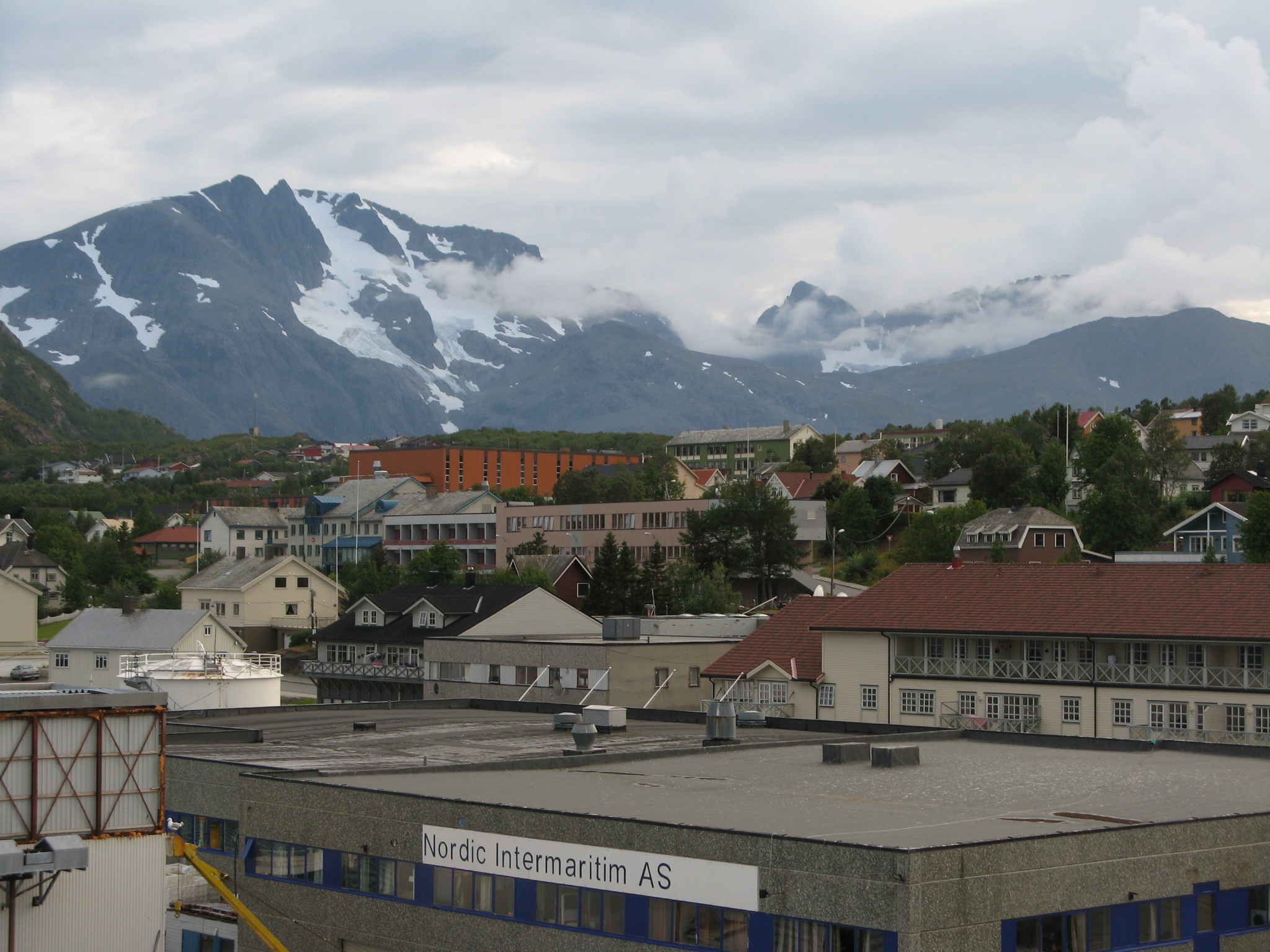
Localidad de Skjervøy
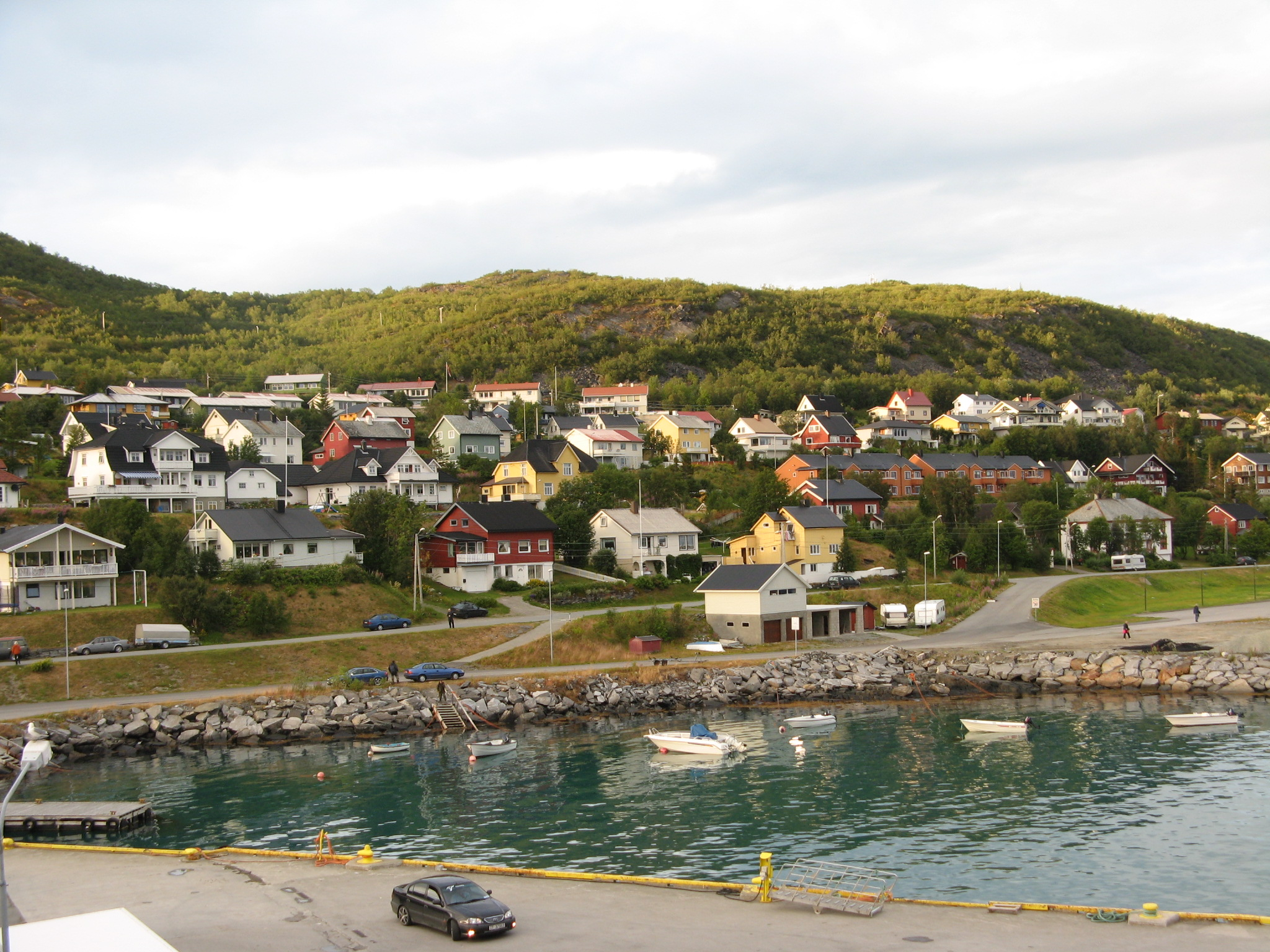
Skjervøy
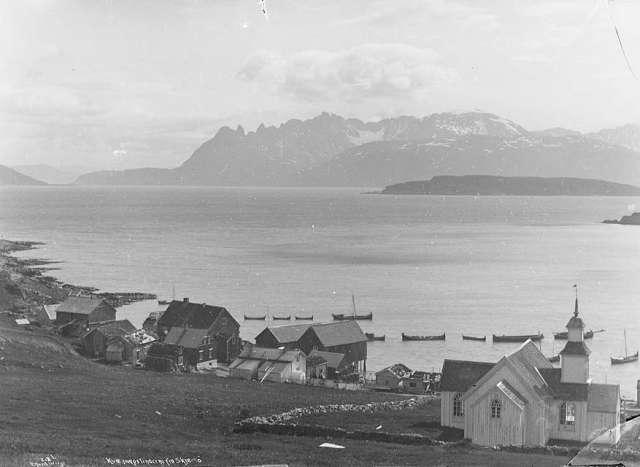
Fotografía antigua de la iglesia de Skjervøy
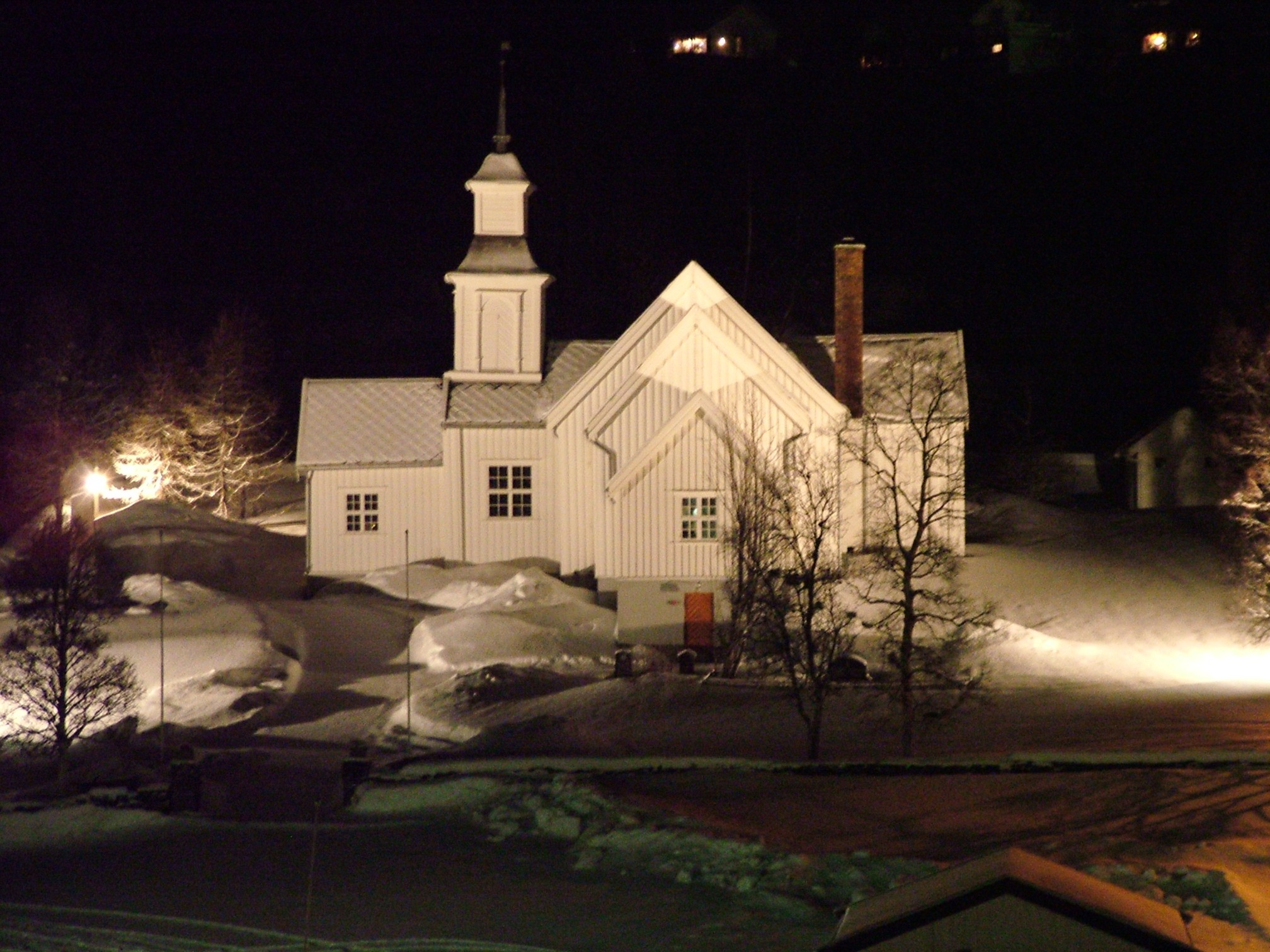
Iglesia de Skjervøy

## Gobierno
El municipio se encarga de la educación primaria, asistencia sanitaria, atención a la tercera edad, desempleo, servicios sociales, desarrollo económico, y mantención de caminos locales.

### Concejo municipal
El concejo municipal (Kommunestyre) tiene 19 representantes que son elegidos cada 4 años y estos eligen a un alcalde. Estos son:

### Skjervøy Kommunestyre 2015-2019
| Partido                            | Número de representantes |
| ---------------------------------- | ------------------------ |
| Partido Laborista                  | 4                        |
| Partido del Progreso               | 3                        |
| Partido Conservador                | 1                        |
| Partido de Centro                  | 4                        |
| Partido de la Izquierda Socialista | 2                        |
| Independientes                     | 5                        |